# La Ferté-Villeneuil
La Ferté-Villeneuil és un municipi francès, situat al departament de l'Eure i Loir i a la regió de Centre – Vall del Loira. L'any 2007 tenia 394 habitants.

## Demografia

### Població
El 2007 la població de fet de La Ferté-Villeneuil era de 394 persones. Hi havia 154 famílies, de les quals 39 eren unipersonals (8 homes vivint sols i 31 dones vivint soles), 58 parelles sense fills, 42 parelles amb fills i 15 famílies monoparentals amb fills.
La població ha evolucionat segons el següent gràfic:
Habitants censats

### Habitatges
El 2007 hi havia 211 habitatges, 154 eren l'habitatge principal de la família, 34 eren segones residències i 23 estaven desocupats. Tots els 211 habitatges eren cases. Dels 154 habitatges principals, 138 estaven ocupats pels seus propietaris, 14 estaven llogats i ocupats pels llogaters i 1 estava cedit a títol gratuït; 2 tenien una cambra, 1 en tenia dues, 19 en tenien tres, 50 en tenien quatre i 82 en tenien cinc o més. 120 habitatges disposaven pel capbaix d'una plaça de pàrquing. A 75 habitatges hi havia un automòbil i a 65 n'hi havia dos o més.

### Piràmide de població
La piràmide de població per edats i sexe el 2009 era:
| Homes | Edats   | Dones |
| ----- | ------- | ----- |
| 0     | 95 o +  | 4     |
| 4     | 90 a 94 | 4     |
| 8     | 85 a 89 | 20    |
| 0     | 80 a 84 | 4     |
| 12    | 75 a 79 | 8     |
| 28    | 70 a 74 | 28    |
| 8     | 65 a 69 | 20    |
| 16    | 60 a 64 | 8     |
| 4     | 55 a 59 | 4     |
| 8     | 50 a 54 | 16    |
| 16    | 45 a 49 | 0     |
| 16    | 40 a 44 | 16    |
| 4     | 35 a 39 | 4     |
| 20    | 30 a 34 | 8     |
| 4     | 25 a 29 | 20    |
| 8     | 20 a 24 | 4     |
| 12    | 15 a 19 | 8     |
| 0     | 10 a 14 | 20    |
| 4     | 5 a 9   | 4     |
| 12    | 0 a 4   | 8     |

## Economia
El 2007 la població en edat de treballar era de 225 persones, 166 eren actives i 59 eren inactives. De les 166 persones actives 152 estaven ocupades (82 homes i 70 dones) i 14 estaven aturades (4 homes i 10 dones). De les 59 persones inactives 30 estaven jubilades, 14 estaven estudiant i 15 estaven classificades com a «altres inactius».

### Ingressos
El 2009 a La Ferté-Villeneuil hi havia 159 unitats fiscals que integraven 365 persones, la mediana anual d'ingressos fiscals per persona era de 19.582 €.

### Activitats econòmiques
Dels 9 establiments que hi havia el 2007, 1 era d'una empresa alimentària, 5 d'empreses de construcció, 1 d'una empresa de comerç i reparació d'automòbils, 1 d'una empresa de serveis i 1 d'una entitat de l'administració pública.
Dels 5 establiments de servei als particulars que hi havia el 2009, 1 era un paleta, 2 guixaires pintors i 2 electricistes.
L'únic establiment comercial que hi havia el 2009 era una fleca.
L'any 2000 a La Ferté-Villeneuil hi havia 5 explotacions agrícoles que ocupaven un total de 655 hectàrees.

## Equipaments sanitaris i escolars
El 2009 hi havia una escola elemental integrada dins d'un grup escolar amb les comunes properes formant una escola dispersa.

## Poblacions més properes
El següent diagrama mostra les poblacions més properes.